# Pieter Blussé van Oud-Alblas
Pieter Blussé van Oud-Alblas (Dordrecht, 11 maart 1812 - Den Haag, 19 mei 1887) was een vooraanstaand negentiende-eeuws liberaal en Thorbeckiaans Tweede Kamerlid uit een deftige Dordtse familie. In die stad was hij reder en vicepresident van de Kamer van Koophandel. Hij was Tweede Kamerlid voor het district Dordrecht en sprak met een krachtige stem over handelsaangelegenheden. Blussé was een groot voorstander van vrijhandel en van afschaffing van accijnzen. Als minister van Financiën in het derde kabinet-Thorbecke trachtte hij tevergeefs een inkomstenbelasting in te voeren. Toen zijn wetsontwerp door zowel de conservatieven als de jong-liberalen werd weggestemd, trad het kabinet af, waarmee aan de loopbaan van Thorbecke een einde kwam. Blussé keerde nadien terug als afgevaardigde voor het district Deventer.
In een door hem ingediende motie werd in 1868 de tweede achtereenvolgende kamerontbinding afgekeurd. Dit incident leidde tot de regel van ongeschreven staatsrecht dat de Kamer geen tweede maal kan worden ontbonden naar aanleiding van hetzelfde meningsverschil met de regering. In 1872 werd hij benoemd tot Ridder in de Orde van de Nederlandse Leeuw.

## Gedelegeerde commissies
- lid parlementaire enquêtecommissie zoutaccijns (Tweede Kamer der Staten-Generaal), van 22 november 1852 tot 26 april 1853
- lid parlementaire enquêtecommissie toestand van de zeemacht (Tweede Kamer der Staten-Generaal), van 17 december 1861 tot 31 oktober 1862

## Tweede Kamer
| Periode |
| --- |
| 07-10-1850 t/m 19-09-1852 20-09-1852 t/m 25-04-1853 15-09-1860 t/m 18-09-1864 19-09-1864 t/m 30-09-1866 25-02-1868 t/m 19-09-1869 20-09-1869 t/m 03-01-1871 17-09-1872 t/m 19-09-1875 |

- Biografisch Portaal: 23896303
- Digitale Bibliotheek voor de Nederlandse Letteren: blus007
- Parlement.com: vg09lky9liyz